# FC Luxembourg City
Der FC Luxembourg City (vollständiger Name: Football Club Luxembourg City) ist ein luxemburgischer Fußballverein aus dem Stadtteil Hamm der Stadt Luxemburg.

## Geschichte
| Saison                                          | Liga                   | Level | Platz | Tore   | Diff. | Punkte |
| ----------------------------------------------- | ---------------------- | ----- | ----- | ------ | ----- | ------ |
| 2004/05                                         | Ehrenpromotion         | II    | 8.    | 38:31  | 0+7   | 33     |
| 2005/06                                         | Ehrenpromotion         | II    | 6.    | 54:40  | +14   | 42     |
| 2006/07                                         | Ehrenpromotion         | II    | 1.    | 59:23  | +36   | 57     |
| 2007/08                                         | BGL Ligue              | I     | 8.    | 32:48  | −16   | 32     |
| 2008/09                                         | BGL Ligue              | I     | 6.    | 38:29  | 0+9   | 37     |
| 2009/10                                         | BGL Ligue              | I     | 5.    | 50:29  | +21   | 41     |
| 2010/11                                         | BGL Ligue              | I     | 9.    | 47:46  | 0+1   | 36     |
| 2011/12                                         | BGL Ligue              | I     | 7.    | 54:47  | 0+7   | 38     |
| 2012/13                                         | BGL Ligue              | I     | 5.    | 53:38  | +15   | 46     |
| 2013/14                                         | BGL Ligue              | I     | 12.   | 32:46  | −14   | 24     |
| 2014/15                                         | Ehrenpromotion         | II    | 1.    | 90:17  | +73   | 68     |
| 2015/16                                         | BGL Ligue              | I     | 9.    | 52:49  | 0+3   | 34     |
| 2016/17                                         | BGL Ligue              | I     | 11.   | 29:47  | −18   | 26     |
| 2017/18                                         | BGL Ligue              | I     | 10.   | 30:45  | −15   | 30     |
| 2018/19                                         | BGL Ligue              | I     | 13.   | 29:50  | −21   | 19     |
| 2019/20                                         | Ehrenpromotion         | II    | 6. 1  | 26:14  | +12   | 26     |
| 2020/21                                         | BGL Ligue              | I     | 14.   | 33:48  | −15   | 26     |
| 2021/22                                         | BGL Ligue              | I     | 16.   | 13:105 | −92   | 04     |
| 2022/23                                         | Ehrenpromotion         | II    | 14.   | 42:56  | −14   | 32     |
| 2023/24                                         | 1. Division, 2. Bezirk | III   | 2.    | 91:43  | +48   | 60     |
| 2024/25                                         | Ehrenpromotion         | II    |       |        |       |        |
| grün unterlegt: Aufstieg rot unterlegt: Abstieg |                        |       |       |        |       |        |
| 1 Saisonabbruch                                 |                        |       |       |        |       |        |

Der Club wurde am 26. März 2004 als Fusion von FC Hamm 37 und RM 86 Luxemburg gegründet. 2007 gelang der Aufstieg in die höchste Liga, die BGL Ligue, aus der Hamm Benfica 2014 nach einer 4:5-Niederlage nach Elfmeterschießen im Barragespiel gegen den 3. der Ehrenpromotion, US Bad Mondorf, wieder absteigen musste. In der darauffolgenden Saison gelang als Tabellenerster der sofortige Wiederaufstieg in die BGL Ligue. Am Ende der Saison 2018/19 stieg Hamm Benfica als Vorletzter erneut in die Ehrenpromotion ab. In der Coupe de Luxembourg konnte der Verein in den Spielzeiten 2004/05 und 2007/08 jeweils bis ins Halbfinale vordringen. Am 15. Mai 2020 stimmten die Mitglieder von Hamm Benfica und dem FC Blue Boys Muhlenbach für eine Fusion. Der neue Klub führte den Namen FC RM Hamm Benfica, unter Bezugnahme auf den portugiesischen Klub Benfica Lissabon in Namensgebung und Emblem. Der neue Klub nahm zur Saison 2020/21 den Platz von Mühlenbach in der BGL Ligue ein. Das Luxemburger Wort berichtete am 13. April 2021 über Fusionsgespräche der beiden Hauptstadtvereine Hamm Benfica und RFC Union Luxemburg. Unter anderem aufgrund einer angedrohten Schadenersatzklage von Benfica Lissabon wegen der Führung des Namens „Benfica“ und um eine mögliche Teilnahme von RFCU an der UEFA Europa Conference League nicht zu gefährden, wurden die Verhandlungen auf unbestimmte Zeit unterbrochen. Im Mai 2022 stimmte die Generalversammlung des Vereins dann zu, sich vom Namenszusatz Benfica zu trennen und zur Saison 2022/23 unter der neuen Bezeichnung FC Luxembourg City in der Ehrenpromotion anzutreten.
Am 14. Mai 2023 stimmte eine außerordentliche Generalversammlung mit 37 Stimmen bei zwei Gegenstimmen und einer Enthaltung für eine Fusion mit dem Cessange FC.

## Vorgängervereine

### FC Hamm 37
Der Football Club Hamm 37 wurde am 20. November 1937 in Hamm gegründet. Ab der Saison 1938/39 nahm der Verein am Spielbetrieb teil.
In den 1950er-Jahren hatte der FC Hamm 37 eine erste erfolgreiche Periode. Zwischen 1950 und 1953 schaffte der Verein den Aufstieg aus der Fünftklassigkeit bis in die Ehrenpromotion. Die Klasse konnte bis zur Saison 1959/60 gehalten werden. In den folgenden Jahren wurde das Team ebenso rasant bis in die sechste Liga durchgereicht.
Mitte der 1980er-Jahre setzte ein erneuter Höhenflug ein. Innerhalb von zehn Jahren gelang 1994 der Wiederaufstieg in die Ehrenpromotion. Die Klasse wurde bis zur Fusion mit RM 86 gehalten. In seiner letzten Saison 2003/04 belegte der FC Hamm 37 einen 4. Platz.
In der Saison 2001/02 erreichte Hamm das Halbfinale des Luxemburger Fußballpokals, unterlag jedoch gegen F91 Düdelingen mit 0:3.

### RM 86 Luxemburg
Der FC Rapid Mansfeldia 86 Luxembourg, kurz RM 86, wurde am 22. Mai 1986 als Fusion zwischen dem FC Mansfeldia Clausen mit dem früheren Erstligisten Rapid Neudorf gegründet.
15 der 18 Spielzeiten, in denen der Verein bestand, verbrachte RM 86 in der Dritt- und Viertklassigkeit. In den Jahren 1991, 2000 und 2002 spielte RM 86 jeweils für eine Saison in der Ehrenpromotion.
In seiner letzten Saison 2003/04 belegte RM 86 den zweiten Platz in der drittklassigen 1. Division.

## Ehemalige Spieler
- Eugène Afrika (2004–2005), ehemaliger luxemburgischer Nationalspieler
- Alen Milak (2005–2006, 2008–2010)
- Massimo Martino (2010–2012), ehemaliger luxemburgischer Nationalspieler
- Sanel Ibrahimović (2011–2012)
- René Peters (2012–2014), ehemaliger luxemburgischer Nationalspieler
- Cataldo Cozza (2013–2014)
- Dino Toppmöller (2014–2016), ehemaliger deutscher Zweitligaspieler, zwei Jahre Spielertrainer in Hamm[11]
- Ante Bukvic (2017–2018), ehemaliger luxemburgischer Nationalspieler